# 티미르호
티미르호는 2006년에 결성된 대한민국의 음악 그룹이다. 작곡가 겸 피아니스트인 김재훈을 중심으로 연주자가 매번 앨범마다 바뀌며 활동하는 프로젝트 연주 그룹이다.

## 구성원
- 김재훈 - 작곡, 피아노
- 이정국 - 1집 <티미르호> 리코더
- 박승원 - 1집 <티미르호> 기타
- 김주민 - 2집 <動話> 클라리넷
- 이창현 - 2집 <動話> 첼로

## 음반
- 1집《티미르호》(2009년)
- 2집《動話》(2011년)